# 111国道
48°15′08″N 124°44′01″E / 48.2520883°N 124.7336201°E
111国道（或“国道111线”、“G111线”）是在中华人民共和国的一条国道，起点为北京东城区，终点为黑龙江省漠河市，全程2717千米。
这条国道经过北京、河北、内蒙古和黑龙江4个省份。原终点位于内蒙古自治区加格达奇，在国家公路网规划（2013年－2030年）中予以延伸至漠河。

## 里程表
| 城市名                                       | 距起点距离 |
| 北京市                                       | 0          |
| 北京市昌平区大柳树环岛                       |            |
| 北京市延庆区四海镇                           |            |
| 北京市怀柔区琉璃庙镇                         |            |
| 河北省承德市丰宁满族自治县                   | 192        |
| 河北省承德市围场满族蒙古族自治县             | 382        |
| 内蒙古自治区赤峰市                           | 525        |
| 内蒙古自治区赤峰市敖汉旗                     | 635        |
| 内蒙古自治区通辽市奈曼旗                     | 748        |
| 内蒙古自治区通辽市                           | 921        |
| 内蒙古自治区兴安盟科尔沁右翼中旗             | 1161       |
| 内蒙古自治区兴安盟突泉县                     | 1202       |
| 内蒙古自治区兴安盟科尔沁右翼前旗             |            |
| 内蒙古自治区兴安盟乌兰浩特市                 | 1316       |
| 内蒙古自治区呼伦贝尔市扎兰屯市               | 1623       |
| 内蒙古自治区呼伦贝尔市阿荣旗                 | 1692       |
| 内蒙古自治区呼伦贝尔市莫力达瓦达斡尔族自治旗 | 1835       |
| 黑龙江省大兴安岭地区加格达奇区               | 2123       |
| 黑龙江省大兴安岭地区塔河县                   |            |
| 黑龙江省大兴安岭地区漠河市（口岸）           | 2717       |

## 通行方向
111國道在北京市怀柔区河防口至汤河口段双方向分离，出京方向使用原有道路，进京方向则新建道路。其中冷水峪橋至大明澗橋路段因地形較為特殊、懸崖峭壁較多，車輛通行方向不同於慣常路段，乃是靠左行駛的。